# Albertów (Rokiciny)
Pour les articles homonymes, voir Albertów.
Albertów est une localité polonaise de la gmina de Rokiciny, située dans le powiat de Tomaszów Mazowiecki en voïvodie de Łódź.